# Le Monde jusqu'à hier
Le Monde jusqu'à hier : Ce que nous apprennent les sociétés traditionnelles (The World Until Yesterday: What Can We Learn from Traditional Societies?) est un essai du géographe et biologiste américain Jared Diamond paru en 2012, puis en version française en 2013.
L'ouvrage explore ce que le monde occidental peut apprendre des sociétés traditionnelles (notamment en Papouasie-Nouvelle-Guinée) et de leurs diverses solutions apportées aux problèmes humains (différentes de celles adoptées par les sociétés industrielles),.
Les thèmes traités incluent le territoire, l'amitié, le commerce, la mort, la justice, la guerre, l'éducation, la vieillesse, l'alimentation et les dangers. 

## Éditions
- (en) The World until Yesterday: What Can We Learn from Traditional Societies?, Viking Press, New York, 2012  (ISBN 9780670024810).
- Le Monde jusqu'à hier : Ce que nous apprennent les sociétés traditionnelles  (trad. de l'anglais par Jean-François Sené), Paris, Gallimard, coll. « NRF essais », 2013, 568 p. (ISBN 978-2-07-013939-2), republié dans la collection « Folio essais » (no 599) en 2015  (ISBN 9782070462599)